# Nałogi
Nałogi (białorus. Налогі) – wieś w Polsce położona w województwie podlaskim, w powiecie bielskim, w gminie Bielsk Podlaski. 
W latach 1975–1998 miejscowość administracyjnie należała do województwa białostockiego.
Wieś królewska w starostwie bielskim w ziemi bielskiej województwa podlaskiego w 1795 roku. 
Według Pierwszego Powszechnego Spisu Ludności, przeprowadzonego w 1921 roku, wieś Nałogi liczyła 31 domostw i zamieszkiwana była przez 151 osób (87 kobiet i 64 mężczyzn). Większość mieszkańców, w liczbie 104 osoby, zadeklarowała wyznanie rzymskokatolickie, 44 mieszkańców podało wyznanie prawosławne, a pozostałe 3 zgłosiło wyznanie greckokatolickie. Jednocześnie 110 mieszkańców podało narodowość polską, a 41 białoruską. W owym czasie miejscowość znajdowała się w gminie Wyszki.
Wierni kościoła rzymskokatolickiego należą do parafii Narodzenia Najświętszej Maryi Panny i św. Mikołaja w Bielsku Podlaskim.